# Partilha de África
| Belga     | Italiana             |
| Britânica | Portuguesa           |
| Francesa  | Espanhola            |
| Alemã     | Países independentes |

A Partilha de África (português europeu) ou Partilha da África (português brasileiro), também conhecida como a Corrida a África ou ainda Disputa pela África, era proliferação de reivindicações europeias conflitantes ao território africano durante o período do neoimperialismo, entre a década de 1880 e a Primeira Guerra Mundial em 1914. Envolveu principalmente a França e o Reino Unido, mas também a Itália, Bélgica, Alemanha, Portugal, Espanha e, com menos intensidade, os Estados Unidos. Este participou da fundação da Libéria.
A segunda metade do século XIX, em torno do ano 1880, assistiu à transição do "imperialismo informal", que exercia o controle através da influência militar e da dominação econômica para um domínio mais direto. As pretensões de mediar a concorrência imperial, tal como a Conferência de Berlim (1884 - 1885), entre o Reino Unido, França e Alemanha não pôde estabelecer definitivamente as reivindicações de cada uma das potências envolvidas. Essa disputa pela África esteve entre os principais fatores que deram origem à Primeira Guerra Mundial.

## Abertura do continente
A abertura da África à exploração ocidental havia começado no final do século XVIII. Até 1835, os europeus já haviam traçado mapas da parte do noroeste africano. Entre os exploradores europeus mais famosos estavam David Livingstone, quem traçou os planos do vasto interior, e Alexandre Serpa Pinto, quem a cruzou numa complicada expedição e traçou mapas de seu interior. Árduas expedições nas décadas de 1850 e 1860 por Richard Burton, John Hanning Speke e James Augustus Grant descobriram os grandes lagos centrais e a nascente do Rio Nilo. No final do século, os europeus haviam cartografado o Nilo desde seu nascimento, o percurso do Rio Niger, e o traçado dos rios Congo e Zambeze.

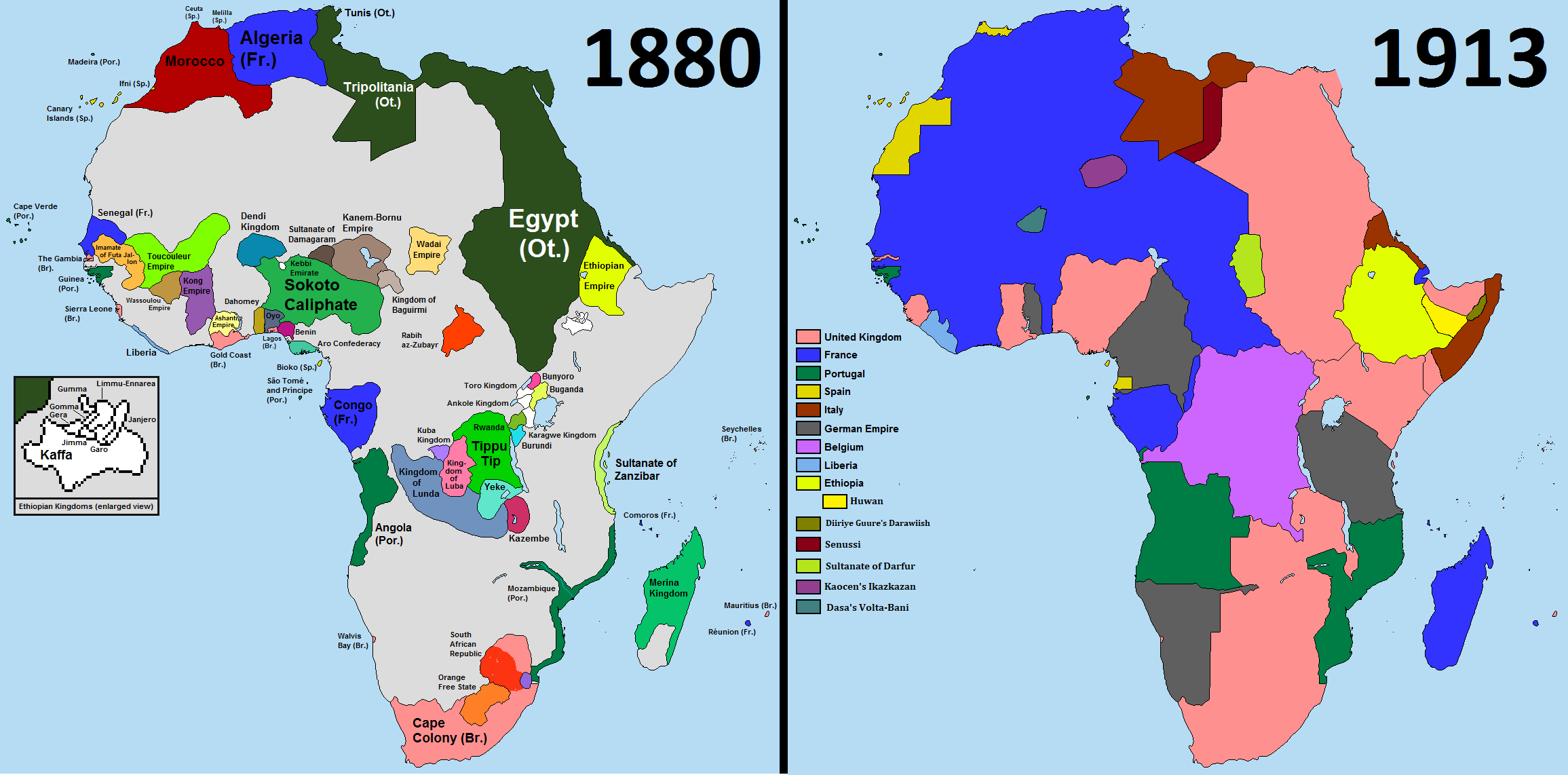
Comparação da divisão política do Continente Africano em 1880 e 1913

De qualquer maneira, logo no início dos conflitos pela posse da África, as nações ocidentais controlavam apenas 10% do continente. Em 1875 os territórios mais importantes tanto pela sua extensão quanto pela sua riqueza eram Argélia, sob domínio francês; Colônia do Cabo, controlado pelo Reino Unido e Angola, que estava sob o português.
Os avanços tecnológicos facilitaram a expansão de grandes distâncias. A industrialização provocou avanços significativos nos transportes e comunicações, especialmente na utilização de Vapores, ferrovias e telégrafos. Os avanços médicos também foram de grande importância, em especial, a descoberta da cura para as enfermidades tropicais. O desenvolvimento da quinina, um tratamento efetivo contra a malária, permitiu que a vasta região tropical pudesse ser acessível aos europeus.

## Causas da disputa

### África e os mercados globais

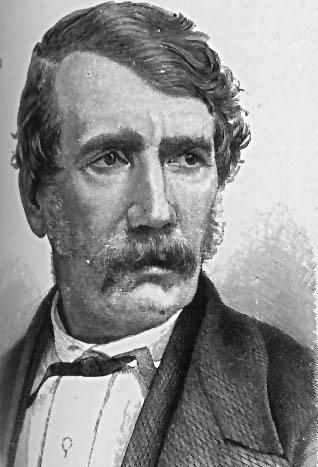
David Livingstone foi um dos primeiros europeus a explorar o interior da África

A África subsaariana, uma das últimas regiões do mundo ainda não afetada pelo "Imperialismo Formal" e a "civilização" tornou-se uma região atrativa para as potências europeias por razões econômicas e raciais. Durante uma época em que a balança comercial da Grã-Bretanha mostrava um déficit em seu crescimento, com os mercados continentais se encolhendo e, cada vez mais protecionistas devido a Longa Depressão, a África oferecia ao Reino Unido, Alemanha, França, entre outros países, um mercado aberto no qual se aproveitava o grande excedente de produção e um mercado que importa mais da metrópole do que exporta.

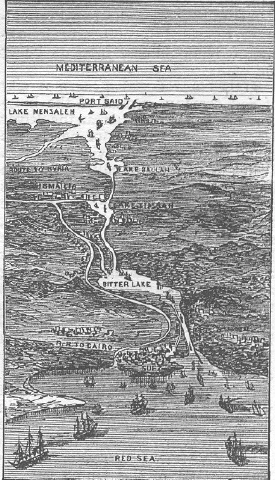
Esboço do Canal de Suez realizado em 1881. O Canal era uma das grandes ambições europeias para ampliar seus mercados à nível global

Devido ao fato de o Reino Unido ter se desenvolvido como a nação mais importante da sociedade pós-industrial, os serviços se transformaram num setor da economia britânica. As exportações financeiras mantinham a economia do Reino Unido em pé, especialmente os investimentos de capital fora da Europa. Particularmente para o desenvolvimento de mercados abertos na África (predominantemente em assentamentos coloniais), Oriente Médio, sul e sudeste da Ásia e Oceania.
Além disso, o capital excedente era em geral mais rentável que investir no exterior, onde a mão de obra barata, competência limitada e matérias-primas abundantes desencadearam a grande exploração do continente africano. Outro atrativo para o Imperialismo foi a demanda por recursos não disponíveis e/ou escassos da Europa, - recursos dos quais os consumidores europeus já haviam se acostumado, e, a indústria do Velho Mundo se tornara novamente dependente.
De qualquer maneira, na África - exceto na região da atual União Sul-Africana em 1909 - a quantidade de capital investido pelos europeus era relativamente baixa, comparado com outros países, antes e mesmo após a Conferência de Berlim. Consequentemente, as companhias envolvidas no comércio tropical africano eram relativamente poucas, à parte da Companhia Mineradora de Beers de Cecil Rhodes. Essas observações podem diminuir o valor dos argumentos pró Imperialistas de alguns Grupos de pressão coloniais como "Alldeutscher Verband", ou como Francesco Crispi ou Jules Ferry, que afirmavam que alguns mercados protegidos na África resolveriam os problemas dos preços baixos e da superprodução, causados pelos mercados continentais em diminuição. Contudo, de acordo com a clássica tese de John A. Hobson, exposta em sua obra Imperialismo de 1902, que influenciaria em autores tais como Lenin, León Trotsky e Hannah Arendt. Esta diminuição nos mercados Continentais foi um fator chave para o novo período Neoimperialista à nível global. Historiadores posteriores haviam notado que tais estatísticas só anularam o fato de que o controle formal da África tropical tinha grande valor estratégico numa era de rivalidades imperiais, enquanto isso o Canal de Suez havia permanecido como uma localização estratégica. A Febre do ouro de Witwatersrand de 1886, que levou à fundação de Johannesburgo e foi um fator importante na Segunda Guerra dos Bôeres em 1889, contou com a "conjunção do supérfluo dinheiro e da supérflua mão de obra que se deram as mãos entre si para abandonar, juntos, o país", que é por si só, de acordo com Hanna Arendt, o novo elemento da era imperialista.
-

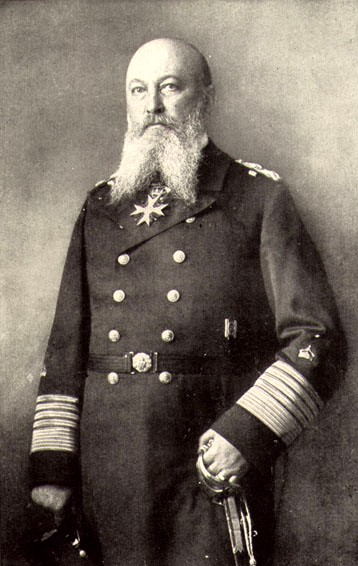
Almirante Alfred von Tirpitz

Enquanto a África tropical não era uma região de grandes investimentos, o vasto interior entre a África do Sul, rica em ouro e diamantes, e o Egito tinham, contudo, um alto valor estratégico, importante para assegurar o fluxo do comércio exterior. O Reino Unido estava sob uma intensa pressão política, especialmente devido aos partidários do Partido Conservador para proteger os mercados lucrativos na Índia britânica, Dinastia Qing (China) e América Latina dos rivais usurpadores. Desta forma, proteger a importante via marítima entre o leste e oeste - O Canal de Suez - era crucial. A rivalidade entre o Reino Unido, França, Alemanha, entre outras potências europeias esteve presente na maior parte do período da colonização.
Desse modo, enquanto a Alemanha, que havia sido unificada sob o domínio da Prússia após a Batalha de Sadowa em 1886 e a Guerra franco-prussiana em 1870, dificilmente seria uma potência colonial antes do período do Neoimperialismo e, participaria das disputas. Tornou-se uma potência industrial em crescimento que incomodava o Reino Unido, porém não havia tido a oportunidade de controlar territórios extracontinentais, principalmente devido ao fato de ter a sua unificação tardia, uma fragmentação em vários estados e uma falta de experiência na Navegação moderna. Fator que mudaria sob a liderança de Otto Von Bismarck, quem implementou a "Weltpolitik" (política mundial) e, após de coordenar as bases de isolamento da França com a aliança entre a Alemanha e o Império Austro-Húngaro e mais tarde com a Tríplice Aliança com Itália exigiu a Conferência de Berlim, a qual fixou as regras para um maior controle efetivo dos territórios estrangeiros. O expansionismo alemão conduziria ao Plano Tirpitz, implementado pelo Almirante von Tirpitz, quem também defendeu os decretos de frota em 1898, atrativo numa luta armada com o Reino Unido. Em 1914, os decretos haviam dado à Alemanha a segunda maior força naval do mundo, aproximadamente 40% menor que a frota da Marinha Real Britânica. De acordo com Tirpitz, essa agressiva política naval estava respaldada mais pelo Partido Nacional Liberal da Alemanha do que pelos conservadores, demonstrando que as principais sustentações do imperialismo das nações europeias eram a burguesia.

#### AWeltpolitik de Bismarck

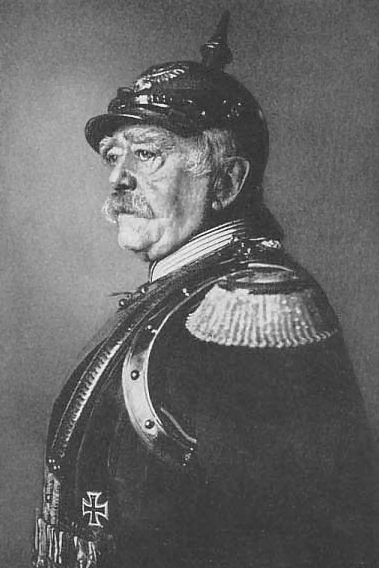
Otto von Bismarck personagem importante na disputa pela África

A Alemanha iniciou sua expansão mundial na segunda metade do século XIX sob a liderança de Bismarck, este, encorajado pela burguesia nacional. Alguns deles, dizendo ser do pensamento de Friedrich List, defenderam a expansão nas Filipinas e no Timor; outros decidiram se estabelecer em Formosa (atual Taiwan), etc. Ao final da década de 1870, estas vozes isoladas começaram a ser reveladas por uma verdadeira política imperialista, conhecida como Weltpolitik, que foi ressaltada pela tese mercantilista. Em 1881, Wilhelm Hübbe Schleiden, um advogado, publicou "Deutsche Kolonisation", na qual dizia que " o fomento de uma consciência nacional demandava uma política exterior independente. O Pangermanismo foi assim ligado às jovens companhias imperialistas da nação. Nos primórdios do ano 1880, o "Deutscher Kolonialverein" foi criado e teve sua própria revista em 1884, a "Kolonialzeitung". Esse grupo colonial também foi revelado pelo grupo nacionalista "Alldeutscher Verband".
Assim, a Alemanha se transforma na terceira potência colonial na África, adquirindo um império de 2,6 milhões de quilômetros quadrados e 14 milhões de habitantes, principalmente em suas possessões africanas, como a Sudoeste Africano Alemão, Togolândia, Camarões alemãs e Tanganica. A disputa pela África levou Bismarck a propor a Conferência de Berlim, que se realizou entre 1884 e 1885. Depois do Entente cordiale de 1904 entre França e Reino Unido, a Alemanha tentou isolar a França em 1905, com a Primeira Crise do Marrocos. Isto levou à Conferência de Algeciras, na qual a influência da França sobre o Marrocos foi recompensada pela troca de outros territórios e em seguida a Crise de Agadir ou Segunda Crise do Marrocos em 1911. Junto com o Incidente de Fachoda de 1898 entre França e Reino Unido, esta sucessão de crises internacionais prova a amargura da luta entre os diferentes impérios, fato que culminou na Primeira Guerra Mundial.

#### O conflito de imperialismos rivais
Enquanto Pierre de Brazza estava explorando o Reino do Congo para a França, Henry Stanley também o explorou durante o início de 1880 em nome de Leopoldo II da Bélgica, quem conquistaria seu próprio Estado livre do Congo. Ao pretender defender o humanitarismo e denunciar a escravidão, Leopoldo II usou das táticas mais desumanas para explorar suas conquistas recentes. Seus crimes foram descobertos em 1905, porém permaneceu sob as autoridades até 1908, quando foi obrigado a ceder o controle para o governo belga.
A França ocupou a Tunísia em maio de 1881 e Guiné em 1884, que em parte convenceu a Itália para se unir em 1882 à Aliança Dual entre a Alemanha e o Império Austro-húngaro, formando assim a Tríplice Aliança. No mesmo ano, o Reino Unido ocupou o Egito Otomano, que dominava o Sudão e parte da Somália.
Em 1870 e 1882, Itália tomou posse das primeiras partes de Eritreia, enquanto a Alemanha declarou Togolândia, Camarões e Sudoeste Africano Alemão sob seu domínio em 1884. A África Ocidental Francesa foi fundada em 1895, e a África Equatorial Francesa em 1910.

Após a derrota na Primeira Guerra Ítalo-Etíope, a Itália adquiriu a Somalilândia em 1899 e toda a Eritreia no mesmo ano. Em 1911, se envolveu em uma guerra Contra o Império Otomano, na qual adquiriu Tripolitânia e Cirenaica (atual Líbia). Enrico Corradini, quem financiou a maior parte da guerra e, mais tarde uniu seu grupo ao jovem Partido Nacional Fascista, desenvolveu em 1919 o conceito de Nacionalismo Proletário, imaginou legitimar o imperialismo da Itália com uma surpreendente mistura de Socialismo e Nacionalismo, segundo dizia:
"Devemos começar por reconhecer o que há tanto nações cujas condições de vida estão sujeitos ao modo de vida de outras nações. Uma vez que isto é compreendido, o nacionalismo deve insistir firmemente nesta verdade. A Itália é, materialmente e moralmente uma nação proletária 
A invasão da Etiópia em 1935 e 1936, ordenada por Benito Mussolini, seria na realidade uma das últimas guerras de colonização, ocupando a Etiópia durante cinco anos, que havia permanecido como o último território independente da África. A Guerra Civil Espanhola, para alguns é o início da Guerra Civil Europeia.
Por outro lado, os britânicos abandonaram seu isolamento em 1902 com a Aliança Anglo-Japonesa, que permitiu ao Império do Japão sair vitorioso na Guerra Russo-Japonesa (1904-1905). O Reino Unido firmou então o Entente Cordiale com a França em 1904 e em 1907 a Tríplice Entente, que incluía a Rússia que se opôs à Tríplice Aliança que Bismarck havia formado tão pacientemente.

#### A Sociedade Americana de Colonização e a fundação da Libéria
A Sociedade Americana de Colonização, lançada em 1816 por Robert Finley, oferecia a emigração para a Libéria, uma colônia fundada em 1820 a alguns escravos emancipados; o escravo emancipado Lott Carey transformou-se no primeiro missionário americano na África. Esta tentativa de colonização foi resistida pelo povo nativo da região.
Liderados pelos sulistas dos Estados Unidos, o primeiro presidente da Sociedade Americana de Colonização foi James Monroe da Virgínia, que seria depois o quinto presidente dos Estados Unidos de 1817 a 1825. Desta forma, um dos principais partidários da colonização na África foi o mesmo homem que proclamou, em seu "Discurso de Estado e União" de 1823, a opinião de que as potências europeias já não deveriam colonizar as Américas ou interferir nos assuntos relacionados às nações soberanas na América. Em troca, os Estados Unidos da América planejavam manter-se neutros nas guerras entre as potências europeias e/ou em guerras entre uma potência e sua colônia. Em contrapartida, caso essas guerras ocorressem nas Américas, os EUA veriam tal ação como hostil e tomariam uma atitude. Esse famoso estatuto é conhecido como Doutrina Monroe e foi a base de neutralidade dos EUA durante o século XIX.
Assim, Jehudi Ashmun, um dos primeiros líderes da ACS, visualizou um Império Americano na África. Entre os anos 1825 e 1826, fez o possível para arrendar, anexar e/ou comprar terras tribais em torno da costa e perto de importantes rios que conduzem ao interior africano. Igualmente que seu predecessor, o tenente Robert F. Stockton, em 1821 estabeleceu um lugar para a Monróvia persuadindo a um chefe local, a quem se referia como "Rei Peter", para vender o Cabo Mesurado apontando uma pistola em sua cabeça, Ashmun estava preparado para usar a força para estender o território de sua colônia. Em um tratado de maio de 1825, o "Rei Peter" e outros reis nativos concordaram em vender as terras. Em março de 1825 a ACS iniciou uma publicação trimestral da "revista colonial do repositório africano". Ralph Randolf Gurley, foi quem encabeçou a sociedade até 1844. Concebido como órgão primordial da sociedade, o Conceived as the Society's propagand organ, o repositório prometeu tanto a colonização quanto a Libéria.
A sociedade controlou a colônia da Libéria até 1847 quando os britânicos se anexaram no assentamento, a Libéria foi proclamada um estado livre e independente, transformando-se assim com a primeira nação africana descolonizada. Em 1867, a sociedade havia mandado mais de 13 mil emigrantes. Depois da Guerra Civil Americana (1861-1865), quando as pessoas tentaram ir à Libéria, o suporte financeiro para a colonização havia diminuído. Durante seus últimos anos, a sociedade se focou em projetos educacionais e missionários na Libéria mais do que na emigração.

## Sucessão de crises prévias à Primeira Guerra Mundial

### A colonização do Congo

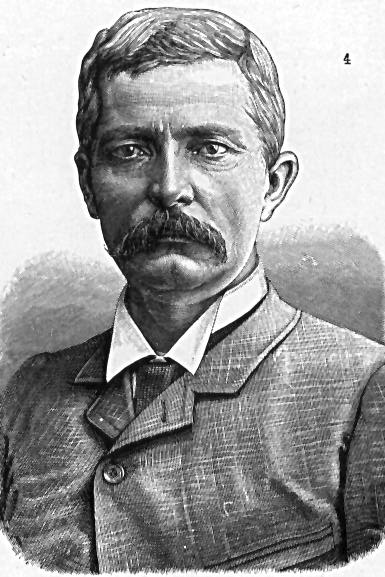
A exploração de Henry Stanley no Congo foi muito importante para o rei Leopoldo II da Bélgica

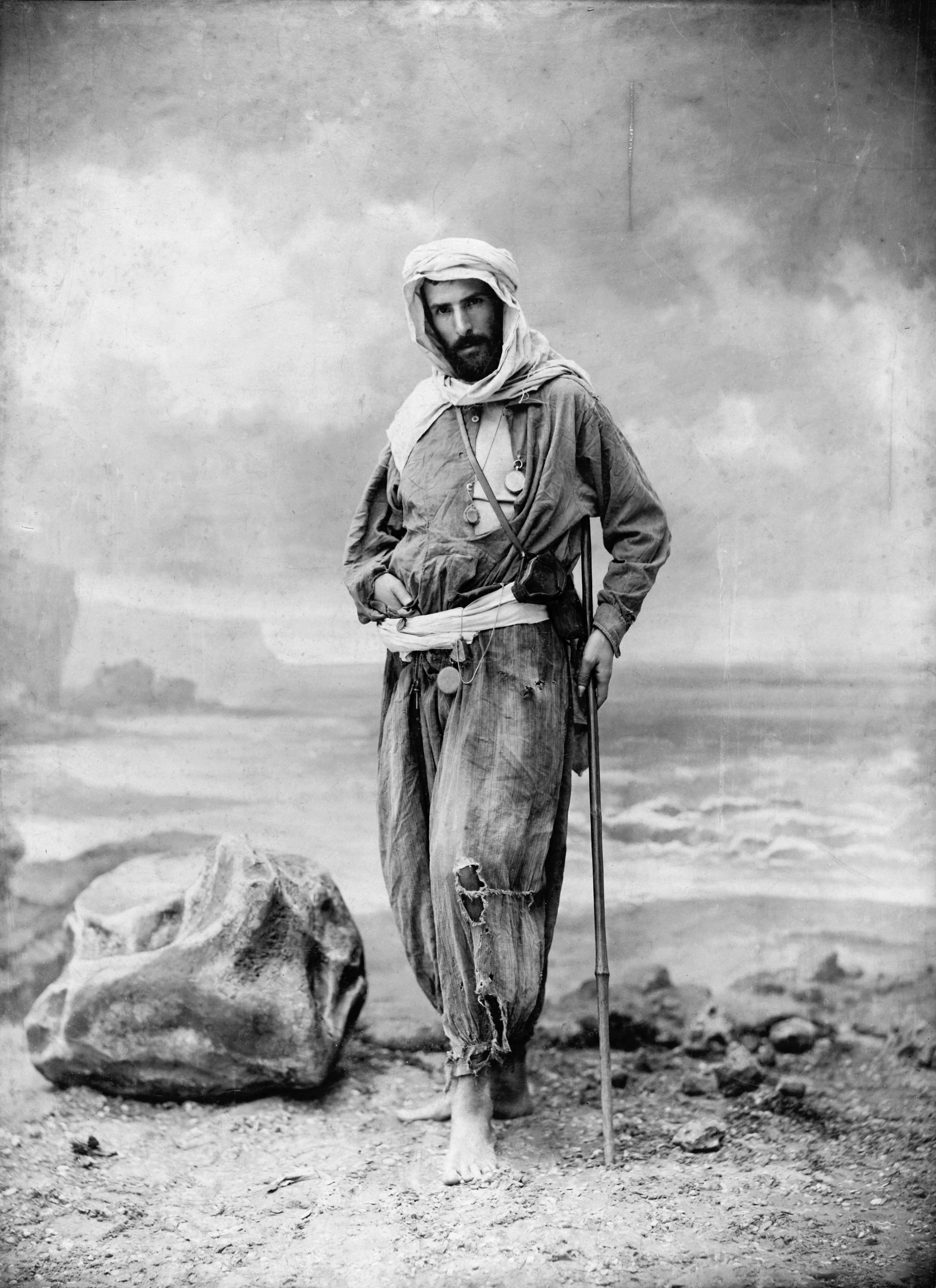
Pierre Savorgnan de Brazza reclamou a região do Congo à França

As explorações de David Livingstone, continuadas por Henry Morton Stanley, excitaram a imaginação dos europeus, porém à princípio, as ostentosas ideias de colonização de Stanley encontraram pouco apoio devido aos problemas técnicos e a escala de ação requerida, exceto por Leopoldo II da Bélgica, quem em 1876 havia organizado a Associação Internacional Africana. De 1879 a 1884 Stanley foi enviado secretamente por Leopoldo para a região do Congo, onde fez acordos com vários chefes africanos locais ao longo do Rio Congo até que em 1882, havia conseguido um território suficiente para formar as bases do Estado Livre do Congo. Leopoldo II tornou-se proprietário oficial da colônia em 1885 e a explorou com a extração de marfim e borracha. Em uma série de reuniões em Berlim de 1885 foi acordado que esta região seria abolida o tráfico negreiro, seria garantido o livre-trânsito no estuário da bacia do Rio Congo e que seria declarada militarmente neutra, sendo que esta parte do acordo foi cumprida somente até a Primeira Guerra Mundial.
Enquanto Stanley estava explorando o Congo em nome de Leopoldo, o oficial franco-italiano da marinha francesa, Pierre de Brazza viajou até o vale do Congo ocidental e levantou a bandeira francesa sobre a recém fundada Brazzaville em 1881, ocupando assim a região da atual República do Congo. Portugal que também reclamou a área, devido à antigos tratados com o Reino do Congo, fez um tratado com o Reino Unido em 26 de fevereiro de 1884 para bloquear da sociedade do congo ao Atlântico.
Em 1890 o Estado Livre do Congo havia consolidado o controle do território entre Quinxassa e Quissangane, ao mesmo tempo que a Companhia Britânica da África do Sul de Cecil Rhodes estava expandindo até o norte do Rio Limpopo. e, a atenção se centrava onde suas expansões se encontravam, Catanga, local do Reino Ieque de Msiri. Além de possuir a força militar mais potente da região, Msiri comercializa grandes quantidades de Cobre, marfim e escravos e rumores de que havia ouro chegaram rapidamente aos ouvidos dos europeus. A disputa por Catanga foi um perfeito exemplo do período. Rhodes e a Companhia Britânica da África do Sul mandaram duas expedições à Msiri em 1890 sob o comando de Alfred Sharpe, que foi desprezado, e Joseph Thomsom, quem não conseguiu chegar a Catanga. Em 1891 Leopoldo mandou quatro expedições: "Le Marinel" da qual só se pode obter uma carta; "Delcommune" foi desairada; a expedição bem armada "Stairs" tinha ordens para tomar Catanga com ou sem o consentimento de Msiri, o acesso foi negado e ele, foi fuzilado, decapitado e sua cabeça foi cravada num poste como forma de intimidação da população, uma "lição barbárica"; e a expedição "Bia" que tinha como missão estabelecer uma administração e uma presença policial em Catanga.
O meio milhão de quilômetro quadrado de Catanga entraram nas posses de Leopoldo II e formou parte do reino africano de mais de 2 300 000 quilômetros quadrados, cerca de 75 vezes a área da Bélgica. O Estado Livre do Congo impôs um regime de terror no povo colonizado, incluindo assassinatos em massa com milhares de vítimas, e trabalho escravo, que Bélgica, sob pressão da Associação da Reforma do Congo, terminou o mandato de Leopoldo II e a anexou como uma colônia em 1908, território conhecido como Congo Belga.

### O Canal de Suez
Ferdinand de Lesseps havia obtido concessões de Ismail Paxá, o líder do Egito, entre os anos de 1854 e 1856, para construir o Canal de Suez. Algumas fontes estimam a força de trabalho de 30 mil trabalhadores, porém outros estimam que até 120 mil trabalhadores morreram durante os dez anos de construção, devido à desnutrição, fadiga, entre outras enfermidades como a Cólera. Pouco após seu término em 1869, Ismail Paxá tomou empréstimos de grandes quantias de dinheiro de banqueiros franceses e ingleses com altas taxas de juros. Em 1875, ele estava enfrentando dificuldades financeiras e foi obrigado a vender sua parte no canal, essas partes foram divididas pelo primeiro-ministro britânico Benjamin Disraeli, que buscou dar ao seu país controle prático no manejo desta estratégica via marítima. Quando Ismail Paxá se negou a reconhecer a dívida externa do Egito, França e Reino Unido assumiram o controle financeiro conjunto do país, forçando ao mandatário egípcio a abdicar. As classes governantes egípcias aceitaram com agrado a intervenção estrangeira. A Revolta de Urabi se desencadeou contra o Quediva e a influência europeia em 1882, um ano após a "Revolta Madista". Maomé Amade, que se autoproclamou o Mádi, liderou a rebelião e foi reprimido por Horatio Herbert Kitchener em 1898. O Reino Unido a partir de então assumiu o controle administrativo do Egito.

### A Conferência de Berlim
A ocupação do Egito e a aquisição do Congo foram os primeiros acontecimentos importantes do que se transformaria em uma disputa precipitada pelo território africano. Em 1884, Bismarck convocou a Conferência de Berlim para discutir os problemas relacionados à África. Os diplomáticos se mascararam com uma fachada humanitária condenando o tráfico de escravos, proibindo a venda de bebidas alcoólicas e armas de fogo em certas regiões e expressando sua preocupação pelas atividades missionárias. Os diplomatas em Berlim estabeleceram as regras de carácter que guiava as potências europeias em busca de novas colónias. Também concordaram que a área em torno do Rio Congo seria administrada por Leopoldo II da Bélgica como uma área neutra, conhecida como o Estado Livre do Congo, na qual o comércio e a navegação seriam liberados. Nenhuma nação reclamaria nenhum território africano sem antes ter notificado suas intenções aos demais países envolvidos e nenhum território deveria ser reclamado sem antes ser ocupado. Contudo, os países na prática ignoravam tais regras.

### Ocupação britânica do Egito e África do Sul

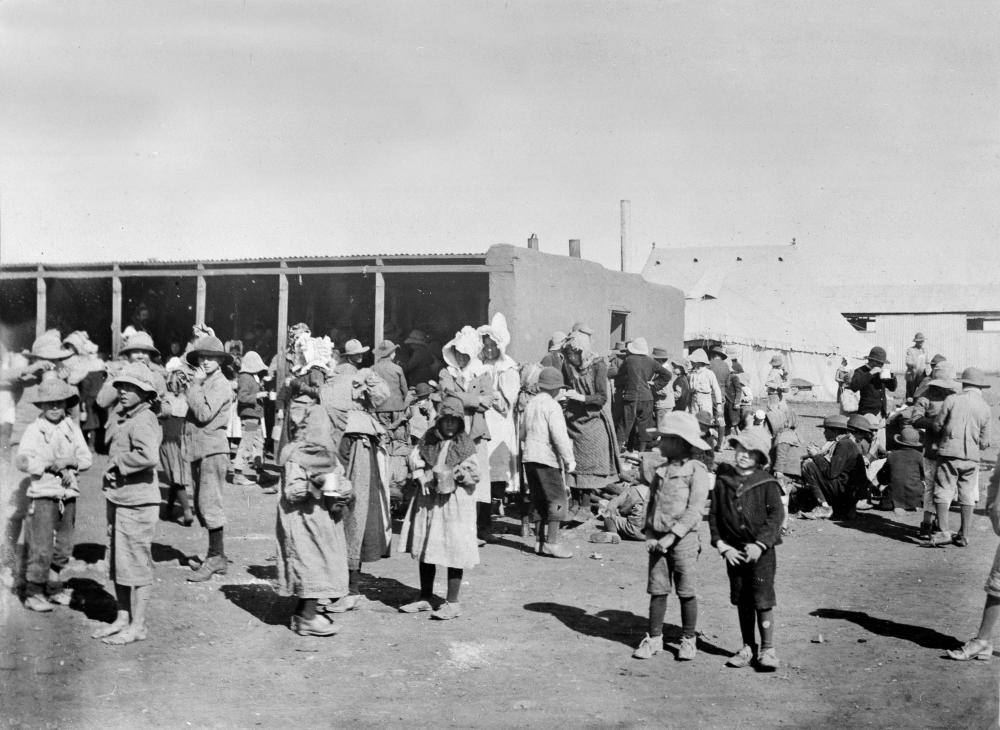
Mulher e criança num campo de concentração durante a Segunda Guerra dos Bôeres (1899-1902)

As ocupações no Egito e na Colônia do Cabo por parte do Reino Unido contribuíram para a preocupação de se preservar a nascente do Rio Nilo. O Egito foi ocupado pelas forças britânicas em 1882 (mesmo que não havia sido declarado formalmente um protetorado até 1914, e nunca foi uma colónia); Sudão, Nigéria, Quênia e Uganda foram subjugados na década de 1890 e no início da década de 1900; e no sul, a colônia do cabo, adquirida em 1795, proveu a base para a subjugação dos estados africanos vizinhos e os povoados holandeses que haviam abandonado o Cabo para evitar os britânicos e mais tarde fundariam suas próprias repúblicas. Em 1877, Theophilus Shepstone anexou a República Sul Africana aos domínios britânicos. O Reino Unido consolidou seu poder sobre a maioria das colônias da África do Sul em 1879 depois da Guerra Anglo-Zulu. Os bôeres protestaram e em dezembro de 1880 se revoltaram, fato que levou à Primeira Guerra dos Bôeres (1880-1902). O primeiro-ministro inglês William Ewart Gladstone assinou um tratado de paz em 23 de março de 1881, outorgando-lhes um governo livre. A Segunda Guerra dos Bôeres decorreu de 1899 a 1902; as repúblicas independentes do Estado Livre de Orange e a República Sul Africana foram derrotadas e anexadas ao Império Britânico.

### Incidente de Fachoda

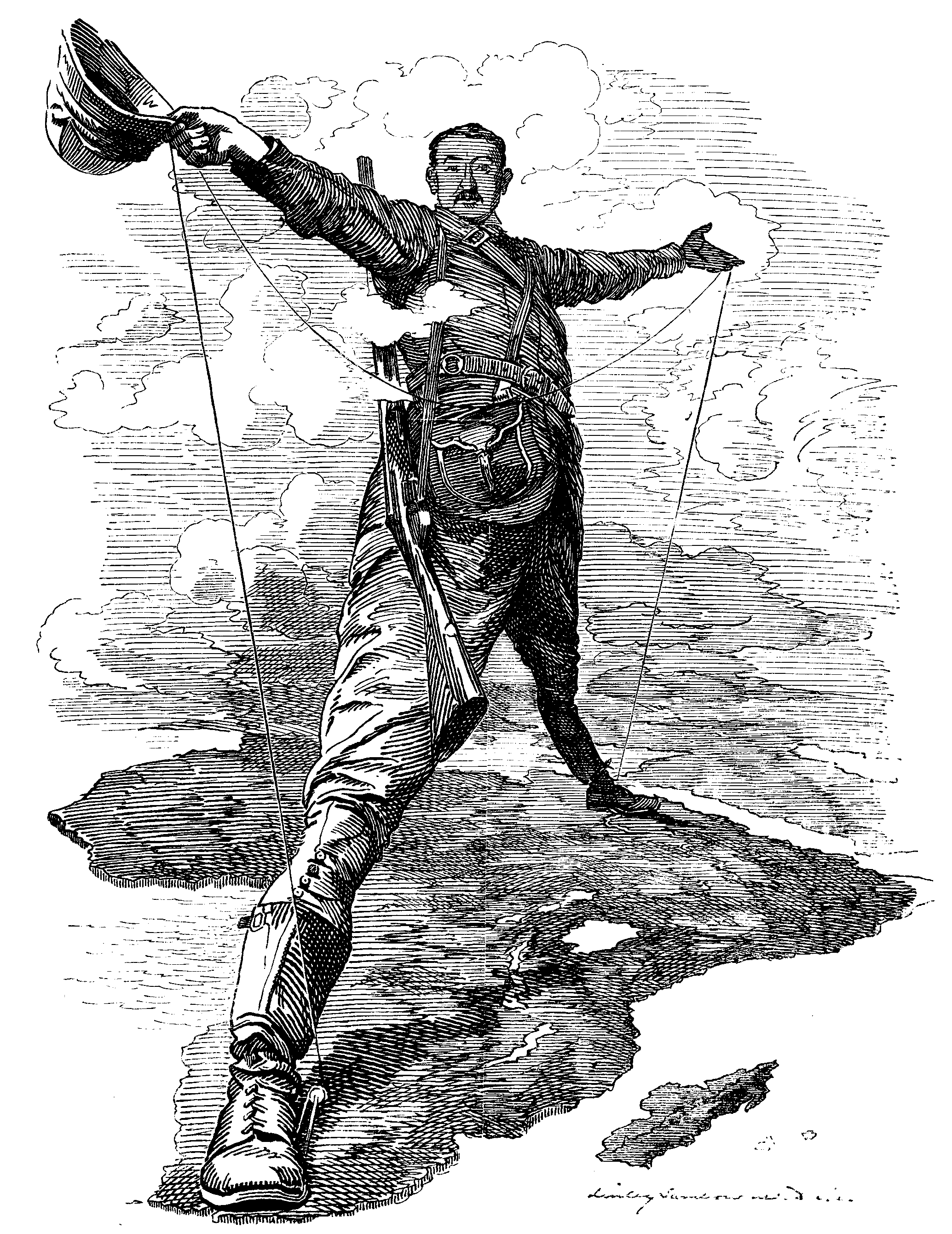
O projeto da ferrovia do Cairo à Cidade do Cabo de Cecil Rhodes. Fundador da De Beers, uma das primeiras companhias de diamantes, Rhodes era também dono da Companhia Sul-africana. Ele fez a seguinte declaração: "todas estas estrelas… estes vastos mundos que se mantiveram fora de alcance. Se pudesse, anexaria outros planetas"

O Incidente de Fachoda de 1898 foi um dos conflitos cruciais para que a Europa consolidasse suas possessões no continente africano. Levou ao Reino Unido e França à margem de uma guerra porém culminou em uma grande vitória estratégica para o Reino Unido, e dispôs as bases para o "Entente cordiale" de 1904 entre as nações rivais. O conflito surgiu de algumas batalhas sobre o controle de certas regiões no Nilo, o que aconteceu foi que Reino Unido se expandiu até o Sudão.
O avanço francês até o interior da África foi principalmente desde a África Ocidental até o leste, através do Sahel, em torno da borda sul do Saara, um território que atualmente engloba Senegal, Mali, Níger e Chade. Seu principal objetivo era possuir uma união ininterrupta entre o Rio Níger e o Nilo, controlando desta forma todo o comércio da região de Sahel, em virtude do existente controle sobre os caminhos das caravanas que atravessavam o Saara. Os britânicos por outro lado, queriam unir suas possessões na África Austral (atuais África do Sul, Botsuana, Zimbábue, Lesoto, Zâmbia e Essuatíni) com seus territórios em África Oriental (atual Quênia) e essas duas com o nascimento no Nilo. O Sudão era a chave para a realização destas ambições, especialmente desde que o Egito esteve sob o controle britânico. Esta "linha vermelha" através da África foi o feito mais famoso de Cecil Rhodes. Junto com Lord Milner, o (ministro colonial britânico na África do Sul), Rhodes defendeu tal império de "Cabo a Cairo" unindo com vias férreas o Canal de Suez com a parte rica em minerais do sul do continente. Enquanto impedido pela ocupação alemã de Tanganica até o final da Primeira Guerra Mundial, Rhodes exerceu pressão com êxito em nome do império.
Se se desenhar uma linha desde a Cidade do Cabo até ao Cairo, e uma de Dacar até ao Corno de África, essas duas linhas de intersectariam em alguma parte do leste do Sudão perto de Fachoda, explicando assim sua importância estratégica. O Reino Unido havia buscado estender seu império da África Oriental continuamente do Cairo ao Cabo da Boa Esperança, enquanto que França buscava estender suas próprias possessões de Dacar até o Sudão, ao que permitiria seu império acessar desde o Oceano Atlântico até o Mar Vermelho.
Um exército sob o comando de Jean-Baptiste Marchand chegou primeiro ao forte estrategicamente localizado em Fachoda, seguidos muito de perto pelo batalhão britânico comandado por Horatio Kitchener, comandante e chefe da armada britânica desde 1892. Os franceses se retiraram após um empate, e continuaram pressionando os reclamos de outros postos da região. Em março de 1899 os franceses e britânicos concordaram que os nascimentos dos rios Nilo e Congo marcaram a fronteira de seus domínios.

## Colônias africanas por potência colonizadora

### Alemanha
África Ocidental Alemã
Camarões Alemães (atual Camarões)
Togolândia (atual Togo)
África Oriental Alemã (atual Tanzânia)
África do Sudoeste Alemão (atual Namíbia)

### Bélgica
Estado Livre do Congo e o Congo Belga (atuais estados de Ruanda, Burundi e República Democrática do Congo)

### Espanha
Rio do Ouro (atual Saara Ocidental)
Província de Ifni
Marrocos Espanhol
Guiné Espanhola (atual Guiné Equatorial)

### França
Argélia
Tunísia
Marrocos
África Ocidental Francesa
Mauritânia
Senegal
Camarões
Sudão Francês (atual Mali)
Guiné
Costa do Marfim
Níger
Alto Volta (atual Burquina Fasso)
Daomé (atual Benim)
África Equatorial Francesa
Gabão
Congo-Brazzaville (atual República do Congo)
Ubangui-Chari (atual República Centro-Africana)
Chade
Somália Francesa (atual Jibuti)
Madagáscar
Comores

### Itália
África do Norte Italiana (atual Líbia)
Eritreia Italiana (atual Eritreia)
Somália Italiana (atual Somália)

### Portugal
África Ocidental Portuguesa (posteriormente Angola)
África Oriental Portuguesa (posteriormente Moçambique)
Cabo Verde
Guiné Portuguesa (atual Guiné-Bissau)
São Tomé e Príncipe
São João Batista de Ajudá

### Reino Unido
Egito
Sudão Anglo-Egípcio (atual Sudão)
África Oriental Britânica
Quénia
Uganda
Somalilândia Britânica
Rodésia do Sul (atual Zimbabwe)
Rodésia do Norte (atual Zâmbia)
Bechuanalândia (atual Botswana)
Estado Livre de Orange
Trasnvaal
União Sul-Africana
Gâmbia
Serra Leoa
Nigéria
Camarões (províncias ocidentais)
Costa do Ouro Britânica (atual Gana)
Niassalândia (atual Malawi)

## Estados Africanos Independentes

### Antes da Partilha
Listando estados independentes em solo africano existentes durante a Conferência de Berlim (1884-1885):
Ancolé
Buganda
Bunioro
 Califado de Socoto
Imamato de Futa Jalom
Império Axânti
Império do Benim
Império de Oió
Império de Congue
Império de Gaza
Império Tuculor
 Império de Bornu
Império de Uadai
Império de Uassulu
Libéria
Império Etíope (Abissínia)
 Marrocos
Buganda
Reino de Burundi (no território do atual Burundi)
Reino do Daomé (queda em 1894 para os franceses)
Reino de Barué
Reino de Caragué
Reino de Cuba
Reino de Luba
Reino de Merina (corresponde ao território do atual Madagascar)
Reino Dendi
Reino Ieque
Reino Lunda
Reino de Toro
 Sultanato de Migiurtinia
 Sultanato de Hobio
Sultanato de Geledi
Sultanato de Uarsangali
Sultanato de Bagirmi
Sultanato de Damagaram
 Sultanato de Zanzibar
Estados africanos fundados por colonizadores de ancestralidade europeia:
 Estado Livre de Orange
 República Sul-Africana

### Após a partilha
Os dois únicos estados africanos a sobreviver a Partilha da África foram;
Libéria; fundada pela Sociedade Americana de Colonização dos Estados Unidos em 1821. Declarou independência em 1847.
Império Etíope (Abissínia); teve as suas fronteiras redefinidas com as Somálias Italiana, Britânica e Francesa (moderno Djibouti) (ver: Primeira Guerra Ítalo-Etíope e Batalha de Adwa), fugazmente ocupada pela Itália entre 1936 e 1941 durante a Crise da Abissínia na Segunda Guerra Mundial.